# Daecheong
Daecheong (Hangŭl: 대청도; Hanja: 大青島; latinizzato: Daechongdo) è un'isola della Corea del Sud. Amministrativamente fa parte della Contea di Ongjin, parte della città metropolitana di Incheon.
Si trova nel mar Giallo, a soli 19 km dalle coste della Corea del Nord, ma è stata assegnata alla Corea del Sud dall'armistizio del 1953: si trova dunque lungo il confine marittimo oggetto di disputa tra le due Coree, la Northern Limit Line. Il 10 novembre 2009 le sue acque sono state teatro di una schermaglia, la cosiddetta Battaglia di Daechong, tra alcune unità navali dei due paesi.